# Kawasaki ZX-10R Ninja
Kawasaki ZX-10R Ninja – japoński motocykl sportowy produkowany przez Kawasaki od 2004 roku. Następca poprzednika sprzed lat - ZX-9R, wyprodukowany dla utwierdzenia reputacji Kawasaki jako producenta pojazdów o rekordowych osiągach. Pojawiał się na rynku jednocześnie z motocyklem Kawasaki Z1000, który miał pretendować do tytułu mistrza świata w kategorii motocykli bez owiewek. 

## Budowa[2][1]
Motocykl ma lekką i sztywną ramę wykonaną z aluminium (2-dźwigarową, odlewaną ciśnieniowo), która biegnie ponad silnikiem nie wokół niego, to wpłynęło na zminimalizowanie szerokości pojazdu. Konstruktorzy ramy opierali się na rozwiązaniach wykorzystywanych w motocyklach wyczynowych.
Kawasaki ZX-10R wyposażony jest w teleskopowe zawieszenie. Z przodu znajduje się widelec odwrócony, a z tyłu pojedynczy wielopunktowo regulowany amortyzator, przez co jest bardzo wyczulony na  reakcję zmiany kierunku i manewry, a także posiada niski poziom wibracji. Motocykl wyposażony jest w zaawansowany system hamulcowy, z przodu znajdują się podwójne tarcze hamulcowe, wyposażone w radialne przyciski z zębatymi tarczami, ważące mniej od porównywalnych tarcz standardowych, z tyłu pojedynczy, które zapewniają doskonałą siłę hamowania. Brak amortyzatora układu kierowniczego.
Pojazd posiada rozstaw kół mniejszy niż u wyścigowego Kawasaki ZX-6R wagi średniej. Kanciasty i bardzo zwarty wygląd uzyskany, dzięki ramie (opisanej wyżej) i skrzyni biegów z wałkami ustawionymi w pionie, co pozwoliło na upakowaniu podzespołów.

## Dane techniczne/Osiągi[3]
Silnik: R4

Pojemność silnika: 998 cm³ (76 x 55 mm)

Moc maksymalna: 200 KM/13 000 obr./min

Maksymalny moment obrotowy: 112 Nm/11 500 obr./min

Prędkość maksymalna: 295 km/h 

Przyspieszenie 0-100 km/h: 3,1 s